# Corbis
Corbis va ser un cap hispà de la ciutat d'Ibis.
Volia el govern de la ciutat i va reptar al seu cosí germà Òrsua, fill del darrer rei, a un combat singular a les celebracions que Escipió feia a Cartago Nova per commemorar la mort del seu pare i el seu oncle uns anys abans. El guanyador assoliria el poder. Òrsua havia heretat el tron del seu germà. Els dos es van enfrontar i encara que Òrsua era més jove i tenia millor dret, el combat el va guanyar Corbis, que estava més experimentat (206 aC), segons Titus Livi i Valeri Màxim.